# Atto di Frisinga

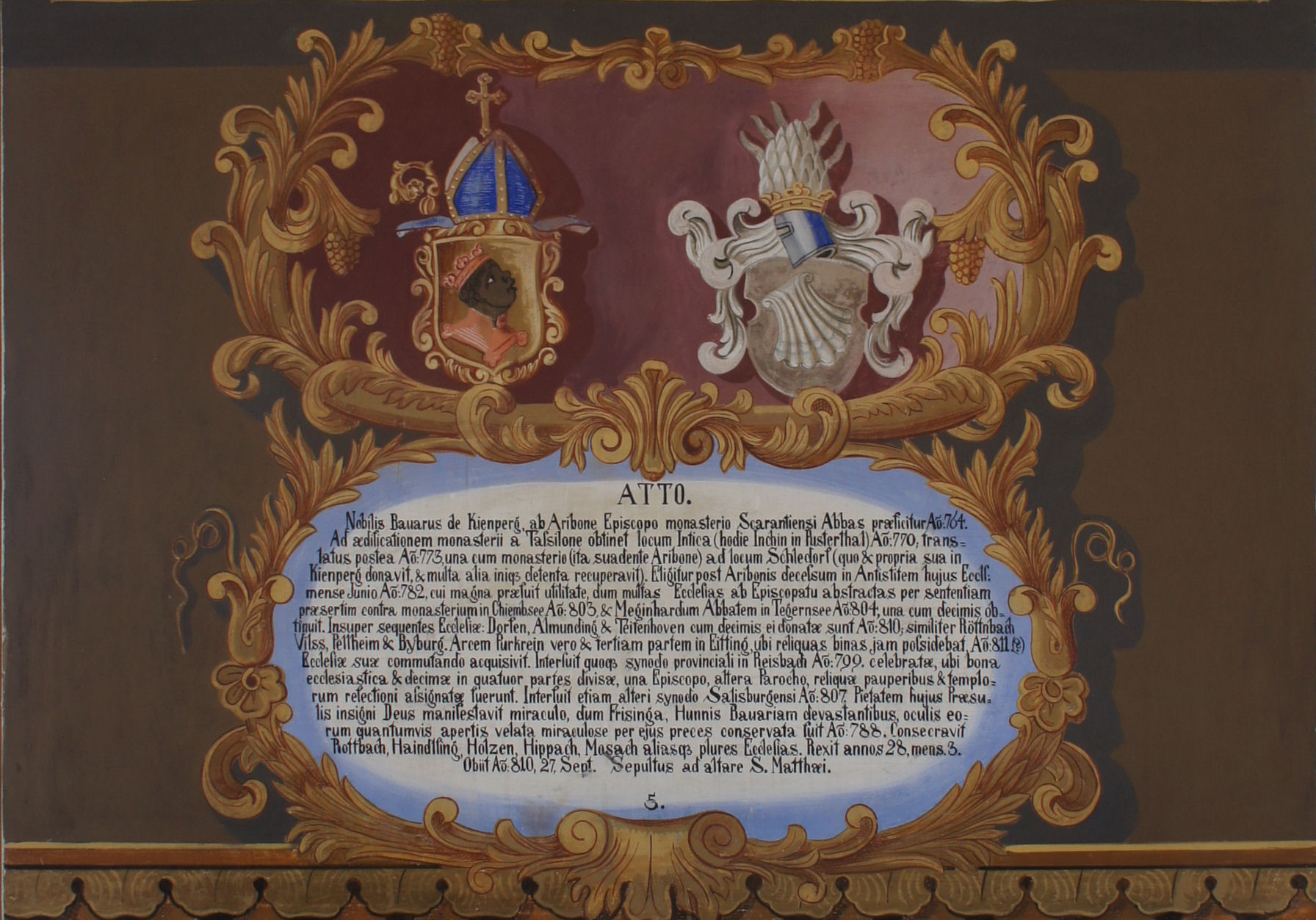
Lo stemma del vescovo Atto nel Fürstengang Freising con notizia in lingua latina

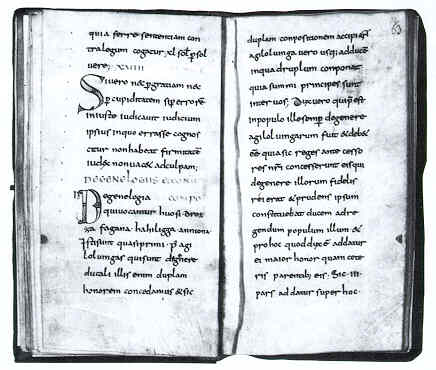
Menzione della famiglia degli Huosi nella Lex Baiuvariorum

Atto von Kienberg (... – 810 o 811) fu vescovo di Frisinga dal giugno 784 al 27 settembre 810.

## Biografia. Tra politica e ispirazioni religiose

### Il nome
Atto è conosciuto con l'attestazione di provenienza, da luogo o stirpe, di Kienberg o Schlehdorf, dal nome del monastero di cui fu abate, o di Frisinga, della cui cattedrale fu vescovo.

### La famiglia

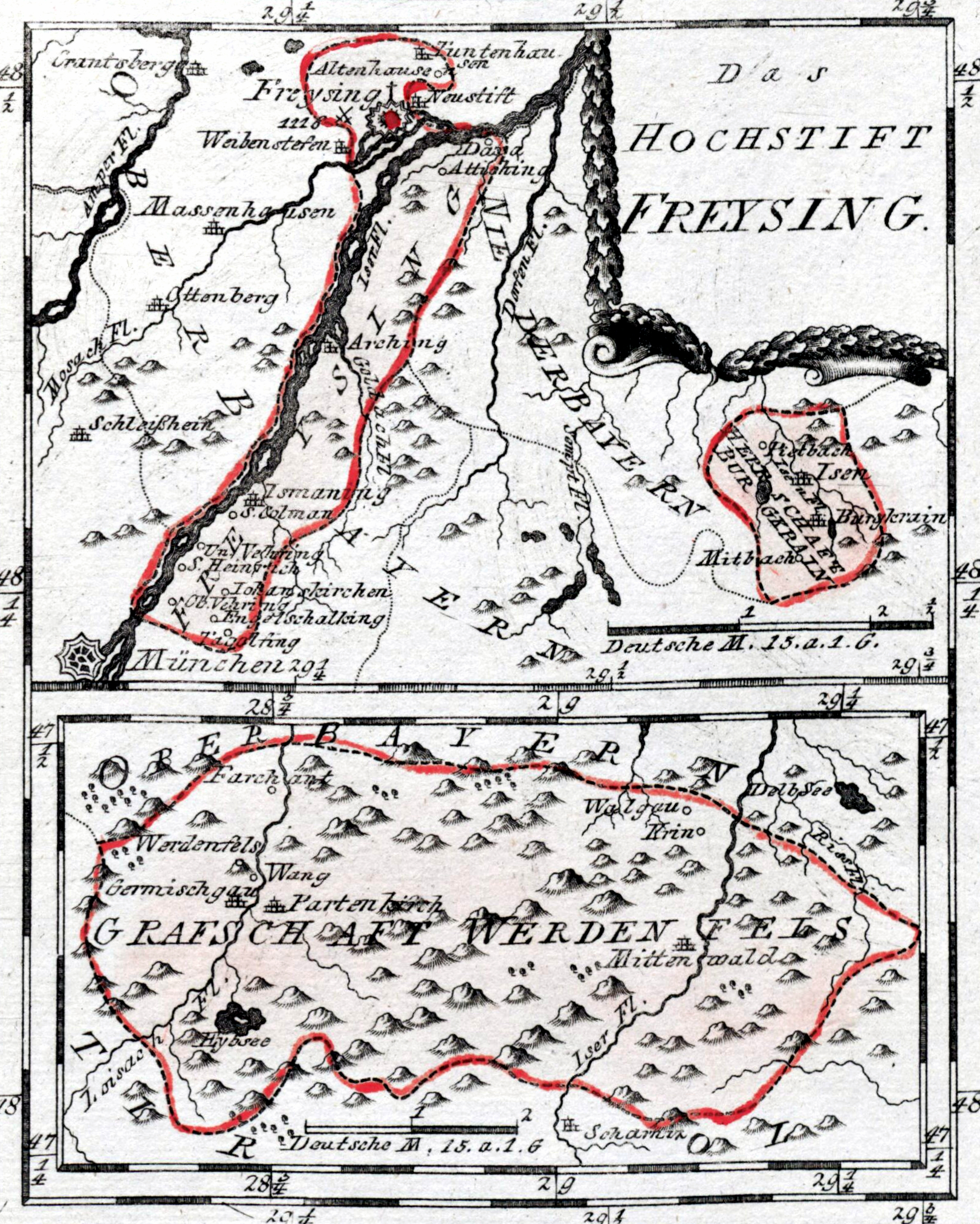
Il principato vescovile (Hochstift) di Frisinga con il signorato di Burgrain (a destra)

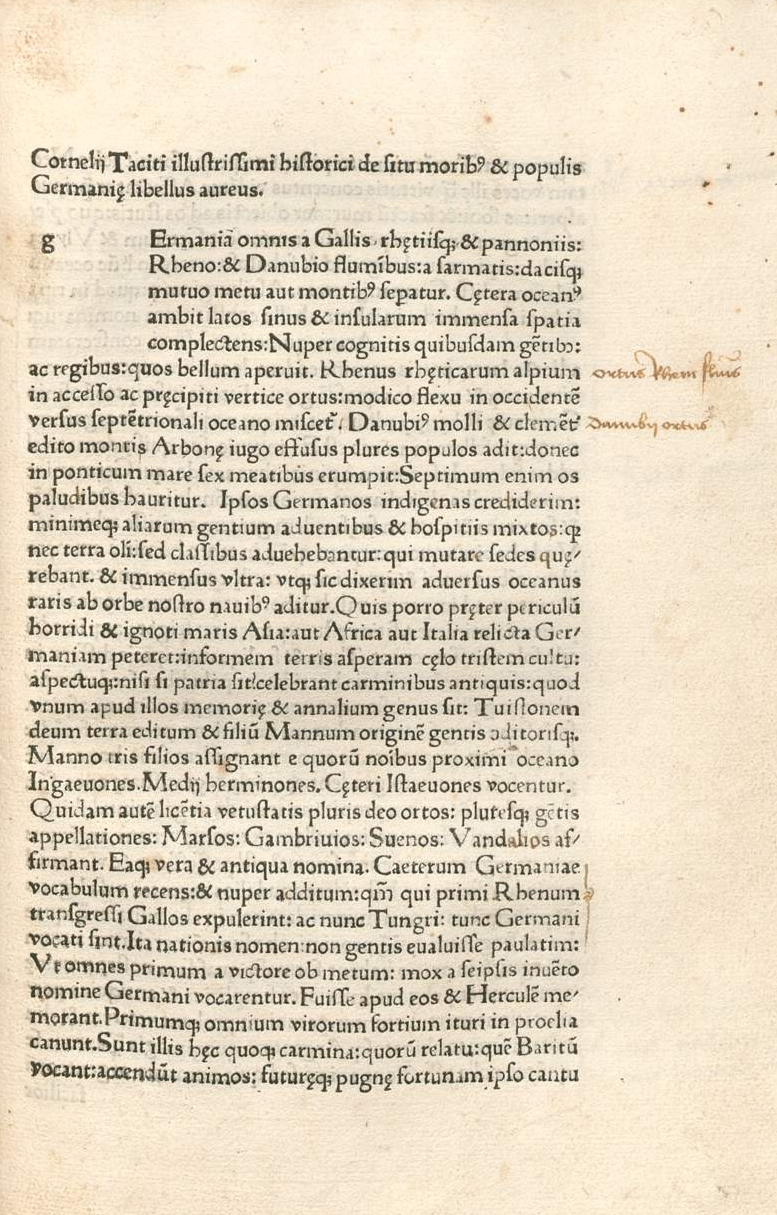
'Incipit dell'opera nella editio princeps della Germania tacitiana

Atto apparteneva alla dinastia dell'alta nobiltà bavarese degli Huosi (clan bavarese del più antico lignaggio della nobiltà tedesca) e dei Fagana. così come il suo predecessore Arbo (il cui nome figura anche come Arbeo o Aribo, o Arpio) e, almeno quanto agli Huosi, i successori Hitto e Erchanbert.
Si noti che gli Huosi sono considerati, in senso positivo da taluni studiosi e negativo dai critici di questi, «il leggendario fulcro di duemila anni di storia aristocratica bavarese», la stirpe originaria della più antica nobiltà germanica: in specie dacché, essendo "Hosi" la forma più antica della loro denominazione, essi furono rapportati ed anzi equiparati agli "Osi" citati nella Germania di Tacito, cosicché poterono essere insigniti addirittura del fregio di appartenere alla "nobiltà primordiale" germanica. Gli Huosi invece di tutto ciò rimangono una sorta di "testimone muto".

### Abbazie e monasteri
Verso la fine degli anni sessanta dell'VIII secolo, Atto fu l'ultimo abate del monastero di Scharnitz prima del suo trasferimento al monastero di Schlehdorf, vicino al lago Kochelsee, monastero di cui fu il primo abate, su incarico del vescovo Aribo.
Tale contingenza si lega strettamente all'appartenenza di Atto e dei suoi successori, vescovi di Frisinga dell'VIII e del IX secolo, al clan degli Huosi: sono considerate più o meno giustificatamente loro fondazioni numerosi monasteri, «tra cui Benediktbeuern, Schäftlarn e Tegernsee e in particolare il monastero di Scharnitz», importante sotto il profilo economico non meno che politico. Non a caso, poco dopo la fondazione quest'ultimo monastero fu trasferito a Schlehdorf am Kochelsee e divenne, come afferma Störmer, una sorta di «monastero domestico» per gli Huosi.
Nel decennio successivo (gli anni settanta), impegnato a perseguire l'annuncio del vangelo cristiano agli slavi pagani che dalla Carantania si stavano infiltrando nella Val Pusteria, Atto si stabilì in Alto Adige dove fondò l'Abbazia sita a Innichen: il duca bavarese Tassilo III, infatti, nel 769 gli donò un terreno alle sorgenti del fiume Drava per fondarvi il monastero di San Candido (a Innichen appunto), dapprima collegato ai monasteri di Scharnitz-Schlehdorf: Atto ne fece il centro propulsore della propria opera di evangelizzazione, che venne meno, in quanto era riflesso di un progetto politico, solo alla caduta di Tassilo nel 788.

## Vescovo
Atto divenne vescovo di Frisinga nel giugno del 784: dacché il vescovo Aribo si era schierato con Carlo Magno contro Tassilo, il duca lo esiliò dal territorio, sostituendolo dapprima con Atto quale amministratore e, alla morte del titolare nel 784, come successore nel vescovado di Frisinga.

### Fondazioni e attività
L'opera di evangelizzazione della Val Pusteria ebbe un rallentamento quando le alleanze con gli Avari contro i Franchi e Carlo Magno, nel 788, costarono condanna e prigionia a Tassilo (la cui moglie Liutperga, sorella di Adelchi e di Desiderata che di quegli erano stati vittime, nell'influenzare la politica del marito non nascondeva il proprio rancore per il cognato Carlo).
Alla guida del monastero si confermavano i vescovi di Frisinga discendenti del gruppo degli Huosi (tra cui appunto Atto) e legati ai loro interessi.
Nell'808 Atto acquisì da Riphwin della dinastia dei Fagana la tenuta del Burgrain, situata sulla collina del duomo di Frisinga ("Freisinger Domberg"): il Burgrain sarebbe diventata "dominio" o signoria del vescovado di Frisinga, estendendo il territorio del suo vescovado.
Quanto all'interesse, spirituale e politico, da parte della nobiltà per la fondazione di monasteri, studiosi notano che la traditio, nel suo variegato significato di "trasferimento" - che può valere come consegna e altresì restituzione - è la forma, e la formula, giuridica che permetteva il mantenimento della proprietà aristocratica: i beni nobiliari, infatti, potevano conservarsi indivisi solo attraverso la fondazione di un monastero e l'accordo di restituirlo in feudo; altrimenti tale proprietà poteva essere sottoposta alla divisione tra i discendenti maschi, che poi diventavano vicini (e il vicinato da parte sua si basa quindi sulla parentela). Insieme con la preoccupazione per la salvezza delle anime, ad essa pure strettamente collegate, tali edificazioni si rivelavano fondamentali per la conservazione della proprietà da parte dell'aristocrazia.